# Zero liquid discharge
Si definiscono Zero Liquid Discharge (ZLD), in italiano Scarico Liquido Zero, gli impianti industriali che non prevedono scarichi liquidi.

## Tecnologia

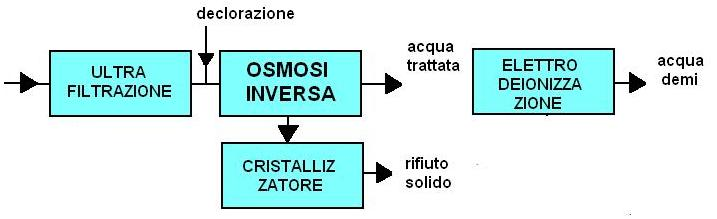

Il raggiungimento dell'obiettivo ZLD, che spesso si rende necessario per l'impossibilità di contenere le concentrazioni delle specie chimiche al di sotto dei limiti previsti dalla legge, si ottiene principalmente tramite:
- recupero spinto e riciclo di tutte le acque reflue riutilizzabili;
- eliminazione per evaporazione o ebollizione, in appositi evaporatori e cristallizzatori, della componente acquosa delle acque di scarico non riutilizzabili con conseguente recupero delle condense. In questo modo l'impianto produce un rifiuto solido smaltibile in discarica o potenzialmente riutilizzato.

## Configurazione
Normalmente in presenza di cloro il refluo viene pre-trattato in due fasi. Prima fase: trattamento chimico-fisico convenzionale a base di calce idrata per la rimozione del magnesio. Seconda fase: addolcimento con carbonato sodico per la rimozione del calcio. Infatti in presenza di cloro il magnesio e il calcio formano i rispettivi cloruri, che sono composti altamente solubili. L'elevata solubilità dei cloruri di calcio e magnesio produce elevati innalzamenti ebullioscopici, con conseguenze negative sui costi di realizzazione e sui costi di funzionamento a causa dei maggiori consumi energetici.
A volte, ma non necessariamente, la sezione di evaporazione-cristallizzazione è preceduta anche da una sezione di RO (osmosi inversa) che attua una concentrazione preliminare dei solidi disciolti nelle acque reflue. Per prevenire il fouling della sezione RO viene spesso impiegata l'ultrafiltrazione che trattiene i solidi sospesi presenti.

## Applicazioni
L'obiettivo ZLD è posto in atto in numerosi impianti industriali che applicano trattamenti termici di separazione e recupero della parte liquida. I principali liquidi di scarico trattati sono:
- concentrati di impianti potabilizzazione o demineralizzazione/dissalazione;
- percolati di discarica;
- scarichi industriali vari, per esempio reflui da desolforazione[2] o da torri di raffreddamento dell'industria termoelettrica, industrie galvaniche.

## Pro e contro
Il diffondersi della filosofia ZLD, sebbene da una parte sia favorito dall'applicazione dalla severa normativa sulla composizione degli scarichi liquidi, dall'altra è ostacolato dagli elevati costi realizzativi e di gestione, questi ultimi così riassumibili:.
- elevati consumi energetici per l'evaporazione degli scarichi;
- in caso di trattamenti che prevedono l'uso di osmosi inversa, l'utilizzo di prodotti chimici (disperdenti e antiincrostanti) finalizzato ad aumentare la solubilità di alcune specie chimiche o all'eliminazione di alcune di queste specie. Per esempio si rende necessaria la precipitazione e separazione della silice negli impianti di demineralizzazione/dissalazione.

Tuttavia la crescente attenzione alle problematiche ambientali e allo sviluppo di progetti di Smart cities suscita attenzione riguardo ai sistemi ZLD fino alla nascita di una associazione internazionale (TARGETZERO) finalizzata a promuovere la diffusione della tecnologia ZLD per il trattamento delle acque di scarico..